# Crudul și gătitul
Crudul și gătitul (Le Cru et le Cuit, în franceză) este un eseu antropologic, un volum din seria Mythologiques I - IV scris de antropologul francez Claude Lévi-Strauss .

## Conținut
Un punct interesant care este explicat în acest eseu este următorul: triburile care nu cunosc nici un fel de tehnică a pregătitului alimentelor, în mod sigur nu dispun de cuvinte cum ar fi „fiertură” sau „friptură”. Drept urmare, nu dispun nici de cuvântul necesar pentru a spune „crud (brut)”, deoarece conceptul în sine nu poate fi caracterizat.
Pe același criteriu se poate afirma că oamenii au trăit mult timp fără să-și imagineze greutatea sau presiunea aerului din jurul lor, din lipsa unor referințe cu care să compare. Acest lucru îl conduce pe Lévi-Strauss la o observație importantă: pentru a se ajunge la real, este necesar ca în prealabil să te poți abstrage de la cele trăite. Observația se poate preta dezbaterilor asupra detaliului („ce este, în sine, real/realul?”), dar ajungem la îndrumarea: doar noi experiențe/experimentări permit dezvoltarea de noi paradigme .
Deci descoperirile ne condiționează nu doar cunoștințele, ci inclusiv modul nostru de gândire. Dacă geometria non-euclidiană a stârnit la vremea sa opoziții virulente (nu printre matematicieni, se înțelege), este pentru că nu părea adevărat și atunci se considera un sacrilegiu în domeniul binecunoscut, pur și perfect al matematicii: în acest fel două geometrii ar putea ajunge să enunțe "adevăruri" diferite?
Henri Poincaré a explicat în lucrările sale destinate publicului larg (Știința și ipotezele, printre altele) că nu în acești se punea chestiunea. Singurul adevăr care trebuie căutat în matematici este acesta: dacă admit astfel de axiome, atunci am în mod neapărat o astfel de concluzie. Adecvarea unor sau altor axiome la unele sau altele aspecte ale lumii reale este o chestiune care se referă la specialiștii din respectivele domenii și nu înseamnă asta că matematicianul este acolo doar pentru a oferi instrumente și teoreme sigure care să garanteze acuratețea în toate acele părți în care s-ar aplica respectivele axiome (a rezumat asta Paul Valéry în expresia „raționament pus la conservă”).
Bertrand Russell a formulat problema într-o manieră mai provocatoare, afirmând în glumă că în cele din urmă „matematica este știința în care nici nu știi despre ce se vorbește și nici nu știi dacă ceea ce se vorbește este adevărat sau nu”. Albert Einstein a spus-o într-un mod mai diplomatic: „Atâta timp cât aduce beneficii realității, geometria euclidiană nu este adevărată. Atâta timp cât este adevărată, nu produce beneficii realității".
Chestiunea simetriei crudului și a gătitului l-a determinat pe Lévi-Strauss să-și petreacă restul vieții aplecându-se asupra etnologiei în termeni de structuralism (vezi relativitatea ).

## ConținutulMythologiquesI-IV
- Le Cru et le cuit (1964)
- Du miel aux cendres (De la miere la cenușă, 1966)
- L'Origine des manières de table (Originea manierelor la masă, 1968 )
- L'Homme nu '' (Omul dezgolit, 1971 )